# Ligue 2

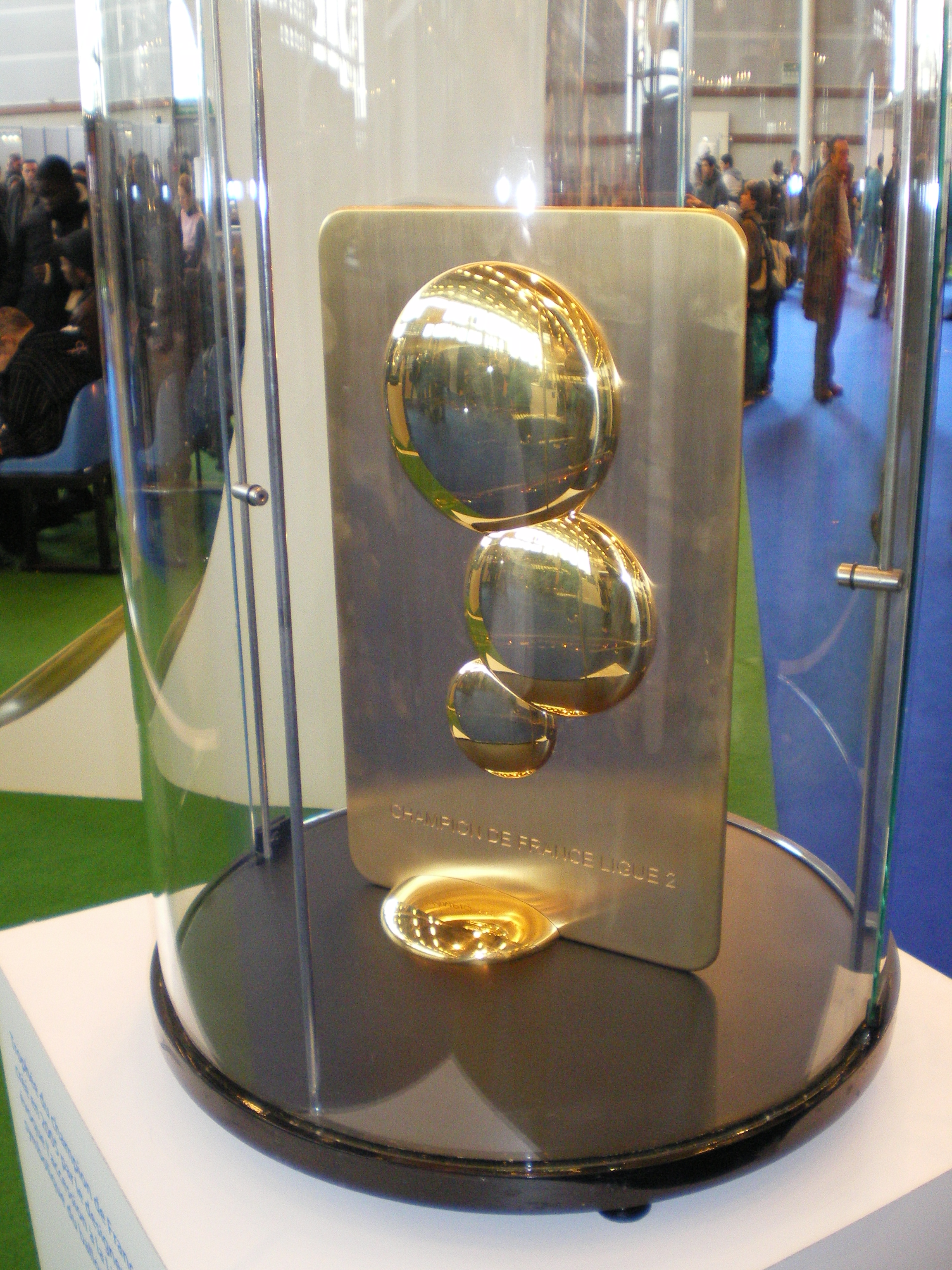
Cúp vô địch Ligue 2

Ligue 2 (phát âm tiếng Pháp: [liɡ dø]), còn được gọi là Ligue 2 BKT được tài trợ bởi Balkrishna Industries, là giải bóng đá chuyên nghiệp của Pháp đứng thứ hai trong hệ thống bóng đá nước này, gồm 20 đội. Hai đội đầu bảng trực tiếp lên chơi tại giải bóng đá hàng đầu nước Pháp Ligue 1. Đội thứ ba của giải này và đội thứ 18 của Ligue 1 đá play-off để dành một tấm vé lên hạng, hai đội cuối bảng xuống hạng trực tiếp và đội thứ 18 đá play-off.
Được thành lập năm 1933 với cái tên là Division 2 và đổi tên vào năm 2002 là một bộ phận trong LFP.

## Lịch sử
Giải hạng hai của bóng đá Pháp được thành lập vào năm 1933, một năm sau khi giải hạng nhất chuyên nghiệp được thành lập. Mùa giải đầu tiên của cuộc thi bao gồm sáu câu lạc bộ đã xuống hạng sau mùa giải Quốc gia 1932–33, cũng như nhiều câu lạc bộ phản đối việc thành lập giải hạng nhất vào mùa giải trước. Các CLB như Strasbourg ,RC Roubaix ,Amiens SC đều thi đấu ở mùa giải ra mắt giải hạng hai dù có ân oán từ trước với tiêu chí chủ quản là cần trở thành chuyên nghiệp và chơi ở giải hạng nhất. Năm đầu tiên của giải hạng hai bao gồm 23 câu lạc bộ và được chia thành hai nhóm (Nord và Sud). Mười bốn câu lạc bộ được đưa vào khu vực Nord, trong khi chín câu lạc bộ còn lại được đặt ở Sud. Tiếp theo mùa giải, đội chiến thắng của mỗi đội đối mặt với nhau để xác định câu lạc bộ nào sẽ được thăng hạng. Vào ngày 20 tháng 5 năm 1934,đội chiến thắng của nhóm Nord,Red Star F.C., đối mặt với Olympique Alès, đội chiến thắng của nhóm Sud. Red Star đã đăng quang ngôi vô địch đầu tiên của giải đấu sau chiến thắng 3–2. Dù thua, Alès cũng được thăng hạng nhất và theo sau họ là Strasbourg và FC Mulhouse những đội từng giành chức vô địch, sau khi giải hạng nhất đồng ý mở rộng các đội lên 16.
Do một số câu lạc bộ hợp nhất, chia tay hoặc mất vị thế chuyên nghiệp, liên đoàn đã chuyển giải hạng hai thành giải đấu gồm 16 đội và áp dụng phương pháp một bảng cho mùa giải 1934–35. Do tính chất khó đoán của các câu lạc bộ bóng đá Pháp, mùa giải tiếp theo, giải đấu đã tăng lên 19 câu lạc bộ và hai năm sau, giải đấu tăng lên 25 đội với các câu lạc bộ được chia thành bốn nhóm. Vì Chiến tranh thế giới thứ hai, bóng đá bị chính phủ Pháp và Ligue de Football Professionnel đình chỉ. Sau khi chiến tranh kết thúc, sư đoàn thứ hai phát triển ổn định. Do sự gia tăng của các câu lạc bộ nghiệp dư, giải đấu đan xen các câu lạc bộ chuyên nghiệp và nghiệp dư và cho phép họ trở thành chuyên nghiệp nếu họ đáp ứng các tiêu chuẩn nhất định. Năm 2002, giải đấu đổi tên từ Division 2 thành Ligue 2.Vào tháng 11 năm 2014, các chủ tịch của Caen và Nîmes đã bị bắt vì nghi ngờ dàn xếp tỷ số. Vụ bắt giữ diễn ra sau trận hòa 1-1 giữa Caen và Nîmes vào tháng 5 năm 2014, một kết quả rất có lợi cho mỗi câu lạc bộ.

## Thể thức thi đấu
Có 20 câu lạc bộ ở Ligue 2. Trong suốt một mùa giải, thường là từ tháng 8 đến tháng 5, mỗi câu lạc bộ thi đấu với những người khác hai lần, một lần tại sân nhà của họ và một lần tại sân của đối thủ, tổng cộng 38 trận. Các đội nhận được ba điểm cho một trận thắng và một điểm cho một trận hòa. Không có điểm nào được trao cho một trận thua. Các đội được xếp hạng theo tổng điểm, sau đó là Hiệu số bàn thắng thua , và sau đó là số bàn thắng được ghi. Vào cuối mỗi mùa giải, câu lạc bộ có nhiều điểm nhất sẽ lên ngôi vô địch và thăng hạng lên Ligue 1. Nếu bằng điểm, hiệu số bàn thắng bại sẽ quyết định đội thắng. Nếu vẫn bằng nhau, các đội sẽ chiếm cùng một vị trí. Nếu hòa cho chức vô địch hoặc xuống hạng, trận đấu Tranh suất vớt tại một địa điểm trung lập sẽ quyết định thứ hạng. Đội về nhì cũng được thăng hạng nhất. Đội về đích thứ tư và thứ năm thi đấu một trận đấu một lượt tại sân vận động của Đội về đích thứ tư, Đội chiến thắng trong trận đấu này đối mặt với người về thứ ba tại sân vận động của người về thứ ba, Đội chiến thắng trong trận đấu này đấu với đội đứng thứ 18 ở Ligue 1 để giành quyền lên chơi ở Ligue 1 mùa sau. Ba đội có vị trí thấp nhất sẽ xuống hạng Championnat National và ba đội cao nhất từ National 2 được thăng hạng ở vị trí của họ. Trong khi một quyết định ban đầu được đưa ra rằng trong mùa giải 2015–16 chỉ có hai đội mạnh nhất được thăng hạng lên Ligue 1 và hai đội cuối cùng sẽ xuống chơi ở Championnat National, quyết định đó sau đó đã bị đảo ngược bởi một kháng cáo lên Conseil d'État và Liên đoàn bóng đá Pháp.
Vào tháng 12 năm 2021, phần lớn các câu lạc bộ thành viên của LFP, bao gồm cả lãnh đạo câu lạc bộ Championnat National, đã bỏ phiếu quyết định giảm số đội ở Ligue 2 từ 20 xuống còn 18 câu lạc bộ cho mùa giải 2024–25. Điều này sẽ xảy ra một năm sau khi chính Ligue 1 giảm từ 20 xuống 18 đội cho mùa giải 2023-24. Kế hoạch là để Ligue 2 có bốn câu lạc bộ xuống hạng và thăng hạng hai câu lạc bộ từ National vào cuối năm 2023–24.

## Câu lạc bộ (2021-2022)
| Câu lạc bộ     | Vị trí mùa trước mùa trước            | Vị trí                      | Sân vân động                 | Sức chứa sân vận động |
| -------------- | ------------------------------------- | --------------------------- | ---------------------------- | --------------------- |
| Ajaccio        | 13                                    | Ajaccio                     | Stade François Coty          | 10,446                |
| Amiens         | 10                                    | Amiens                      | Stade de la Licorne          | 12,097                |
| Auxerre        | 6                                     | Auxerre                     | Stade de l'Abbé-Deschamps    | 21,379                |
| Bastia         | 1 ở Championnat National (thăng hạng) | Furiani                     | Stade Armand Cesari          | 16,078                |
| Caen           | 17                                    | Caen                        | Sân vận động Michel d'Ornano | 21.215                |
| Dijon          | 20 ở Ligue 1 (xuống hạng)             | Dijon                       | Sân vận động Gaston Gérard   | 15.995                |
| Dunkerque      | 16                                    | Dunkirk                     | Stade Marcel-Tribut          | 4,200                 |
| Grenoble       | 4                                     | Grenoble                    | Stade des Alpes              | 20,068                |
| Guingamp       | 9                                     | Guingamp                    | Sân vận động Roudourou       | 18.378                |
| Le Havre       | 12                                    | Le Havre                    | Sân vận động Océane          | 25.178                |
| Nancy          | 8                                     | Tomblaine                   | Stade Marcel Picot           | 20,087                |
| Nîmes          | 19 ở Ligue 1 (xuống hạng)             | Nîmes                       | Sân vận động Costières       | 18.482                |
| Niort          | 18                                    | Niort                       | Stade René Gaillard          | 10,886                |
| Paris FC       | 5                                     | Paris (13th arrondissement) | Stade Charléty               | 20,000                |
| Pau            | 14                                    | Pau                         | Nouste Camp                  | 4.031                 |
| Rodez          | 15                                    | Rodez                       | Stade Paul-Lignon            | 5,955                 |
| Quevilly-Rouen | 2 ở Championnat National (thăng hạng) | Rouen                       | Sân vận động Robert Diochon  | 12.018                |
| Sochaux        | 7                                     | Montbéliard                 | Stade Auguste Bonal          | 20,005                |
| Toulouse       | 3                                     | Toulouse                    | Stadium Municipal            | 33,150                |
| Valenciennes   | 11                                    | Valenciennes                | Stade du Hainaut             | 25,172                |

## Danh sách vô địch
| Câu lạc bộ          | Vô địch | Á quân | Năm vô địch                                 | Năm Á quân                                  |
| ------------------- | ------- | ------ | ------------------------------------------- | ------------------------------------------- |
| Le Havre            | 5       | 1      | 1937–38, 1958–59, 1984–85, 1990–91, 2007–08 | 1949–50                                     |
| Nancy               | 5       | 1      | 1974–75, 1989–90, 1997–98, 2004–05, 2015–16 | 1969–70                                     |
| Lens                | 4       | 2      | 1936–37, 1948–49, 1972–73, 2008–09          | 2013–14, 2019–20                            |
| Nice                | 4       | 1      | 1947–48, 1964–65, 1969–70, 1993–94          | 1984–85                                     |
| Lille               | 4       | 1      | 1963–64, 1973–74, 1977–78, 1999–2000        | 1970–71                                     |
| Metz                | 4       | 3      | 1934–35, 2006–07, 2013–14, 2018–19          | 1950–51, 1960–61, 1966–67                   |
| Montpellier         | 3       | 3      | 1945–46, 1960–61, 1986–87                   | 1951–52, 1980–81, 2008–09                   |
| Saint-Étienne       | 3       | 3      | 1962–63, 1998–99, 2003–04                   | 1933–34, 1937–38, 1985–86                   |
| Strasbourg          | 3       | 2      | 1976–77, 1987–88, 2016–17                   | 1971–72, 2001–02                            |
| Lyon                | 3       | –      | 1950–51, 1953–54, 1988–89                   |                                             |
| Rennes              | 2       | 5      | 1955–56, 1982–83                            | 1938–39, 1957–58, 1975–76, 1989–90, 1993–94 |
| Valenciennes        | 2       | 5      | 1971–72, 2005–06                            | 1934–35, 1936–37, 1961–62, 1974–75, 1991–92 |
| Red Star            | 2       | 3      | 1933–34, 1938–39                            | 1954–55, 1964–65, 1973–74                   |
| Angers              | 2       | 3      | 1968–69, 1975–76                            | 1955–56, 1977–78, 1992–93                   |
| Sochaux             | 2       | 2      | 1946–47, 2000–01                            | 1963–64, 1987–88                            |
| Caen                | 2       | 2      | 1995–96, 2009–10                            | 2003–04, 2006–07                            |
| Troyes              | 2       | 2      | 2014–15, 2020–21                            | 1953–54, 1972–73                            |
| Alès                | 2       | 1      | 1933–34, 1956–57                            | 1946–47                                     |
| FC Nancy            | 2       | 1      | 1945–46, 1957–58                            | 1959–60                                     |
| Reims               | 2       | 1      | 1965–66, 2017–18                            | 2011–12                                     |
| Ajaccio             | 2       | 1      | 1966–67, 2001–02                            | 2010–11                                     |
| Toulouse            | 2       | 1      | 1981–82, 2002–03                            | 1996–97                                     |
| Grenoble            | 2       | –      | 1959–60, 1961–62                            |                                             |
| Bastia              | 2       | –      | 1967–68, 2011–12                            |                                             |
| Nîmes               | 1       | 3      | 1949–50                                     | 1967–68, 1990–91, 2017–18                   |
| Sedan               | 1       | 3      | 1954–55                                     | 1971–72, 1998–99, 2005–06                   |
| Brest               | 1       | 3      | 1980–81                                     | 1978–79, 2009–10, 2018–19                   |
| Marseille           | 1       | 3      | 1994–95                                     | 1965–66, 1983–84, 1995–96                   |
| Monaco              | 1       | 3      | 2012–13                                     | 1952–53, 1970–71, 1976–77                   |
| Rouen               | 1       | 2      | 1935–36                                     | 1933–34, 1981–82                            |
| Stade Français      | 1       | 2      | 1951–52                                     | 1945–46, 1958–59                            |
| Lorient             | 1       | 2      | 2019–20                                     | 1997–98, 2000–01                            |
| Toulouse (1937)     | 1       | 1      | 1952–53                                     | 1945–46                                     |
| Tours               | 1       | 1      | 1983–84                                     | 1979–80                                     |
| Bordeaux            | 1       | 1      | 1991–92                                     | 1948–49                                     |
| Paris Saint-Germain | 1       | –      | 1970–71                                     |                                             |
| Gueugnon            | 1       | –      | 1978–79                                     |                                             |
| Auxerre             | 1       | –      | 1979–80                                     |                                             |
| RCF Paris           | 1       | –      | 1985–86                                     |                                             |
| Martigues           | 1       | –      | 1992–93                                     |                                             |
| Châteauroux         | 1       | –      | 1996–97                                     |                                             |
| Evian               | 1       | –      | 2010–11                                     |                                             |